# استیو براون (بازیکن فوتبال)
استیو براون (انگلیسی: Steve Browne; ۲۱ ژوئن ۱۹۶۴ – ۱ ژانویه ۲۰۱۷ (aged 52)) بازیکن فوتبال بود.
از باشگاه‌هایی که در آن بازی کرده‌است می‌توان به باشگاه فوتبال چارلتون اتلتیک اشاره کرد.